# Wappen der Dominikanischen Republik
Das Staatswappen der Dominikanischen Republik stammt aus dem Jahre 1844 und wurde zuletzt in den 1930er-Jahren modifiziert.

## Beschreibung

Flagge der Dominikanischen Republik

Die aktuelle Variante des Wappens zeigt die Flagge der Dominikanischen Republik in Schildform. 
Vor dem Schild befindet sich eine aufgeschlagene Bibel, die Johannes 8,31–32  zeigt. Dahinter befinden sich ein goldenes Kreuz und sechs Speere, von denen die vorderen vier die Nationalflagge tragen.
Die dominikanische Flagge ist die einzige weltweit, auf der die Bibel abgebildet ist. 
Heraldisch links des Schildes befindet sich ein Palmenzweig, rechts davon ein Lorbeerzweig. Die beiden Zweige sind unterhalb des Schildes mit einem roten Band zusammengebunden, auf dem der offizielle Staatsname steht. 
Oberhalb des Schildes befindet sich ein blaues Band mit der Devise des Staates auf Spanisch: 
Dios, patria, libertad
(Gott, Vaterland, Freiheit)